# Kaare Dybvad Bek
Kaare Dybvad Bek, född 5 augusti 1984 i Holbæk, är en dansk politiker och ledamot för Socialdemokratiet i Folketinget sedan folketingsvalet 2015. Han tillträdde den 2 maj 2022 som Danmarks invandrings- och integrationsminister i regeringen Frederiksen I, en post som han behöll i SVM-regeringen. Han var Danmarks bostadsminister från den 27 juni 2019  och den 21 januari 2021 ändrades hans titel till inrikes- och bostadsminister.